# 외계+인 2부
《외계+인 2부》(영어: Alienoid Part.2)는 2024년 1월 10일에 개봉한 대한민국의 SF, 액션, 판타지 영화이다. 최동훈이 감독과 각본을 맡았다. 2022년 영화 《외계+인 1부》의 후속 작품이다.

## 출연
- 류준열: 무륵 역(아역 : 김민준)
- 김우빈: 가드 / 썬더 역
- 김태리: 이안 역 (아역 : 최유리)
- 소지섭: 문도석 역
- 염정아: 흑설 역
- 조우진: 청운 역
- 김의성: 자장 역
- 이하늬: 민개인 역
- 신정근: 우왕 역
- 이시훈: 좌왕 역
- 김대명: 썬더 목소리 역
- 진선규: 능파 역
- 윤경호: 삼식이 역

## 수상 목록
- 2024년 아시아 아티스트 어워즈 배우 부문 베스트 아티스트상 (류준열)